# 石勒苏益格-荷尔斯泰因足球联赛
石勒苏益格-荷尔斯泰因联赛（德語：Schleswig-Holstein-Liga），在2008年以前称石勒苏益格-荷尔斯泰因协会联赛（Verbandsliga Schleswig-Holstein），是由石勒苏益格-荷尔斯泰因足球协会主办的顶级足球赛事。它当前由18支球队组成，并且实际上是作为高级联赛位处德国足球联赛系统的第五级别。
来自平讷贝格县的球队和许多来自该州南部的球队为邻州汉堡足球协会的成员，因此参加的是由后者主办的联赛。

## 历史

### 1945－1964年
在1948年的“石勒苏益格-荷尔斯泰因州级联赛（Landesliga Schleswig-Holstein）”设立以前，石勒苏益格-荷尔斯泰因州尚无单轨制的顶级联赛。由于当时物资的匮乏，最初成立的联赛是作为英国占领区足球锦标赛的一部分，由13支球队分成三个赛区作赛。在1947-48赛季，北区、东区和西区各自的前四名球队脱颖而出，组成新的单轨制州级联赛；各赛区冠军则进入石勒苏益格-荷尔斯泰因锦标赛的决赛圈。因而首个锦标得主是力压基利亚基尔和埃克尔恩弗尔德夺冠的伊策霍埃。
从一开始，联赛便是作为北部高级联赛的输送联赛，其冠军有机会升级。升级资格需要通过与下萨克森、不来梅和汉堡业余联赛的冠军进行附加赛来确定。排名垫底的2支球队则需要降入北部四个行政区联赛之一。就此而言，联赛此时也位居德国北部联赛系统的第二级别。
1951年，联赛的规模已扩大至16支球队。在1954-55赛季和1955-56赛季，参赛球队的数量又分别波动至18支和17支，然后再重回16支。自1954年起，联赛被重命名为“石勒苏益格-荷尔斯泰因业余甲级联赛（1.Amateurliga Schleswig-Holstein）”。

### 1963－1974年
1963年，随着德国足球甲级联赛的创立，北部高级联赛被撤销，并增设北部地区联赛作为德国联赛系统的第二级。石勒苏益格-荷尔斯泰因联赛从而跌落为第三级，但仍保持16支球队的规模。其冠军依旧需要参加与之前相同的升级附加赛，但仅可升入地区联赛级别。
自1968年起，业余甲级联赛恢复使用“石勒苏益格-荷尔斯泰因州级联赛”的名称。在州级联赛之下，赛区的数量从4个减少为2个，即新的石勒苏益格-荷尔斯泰因协会联赛北区和南区。

### 1974－1994年
在1973-74赛季结束后，北部地区联赛随着乙级联赛北区的设立而解散。在乙级联赛之下，德国北部地区则引入北部高级联赛作为第三级联赛。这意味着州级联赛需要下滑至德国第四级别。然而，排名联赛前两名的球队均可参加升级附加赛。从协会联赛升级的体系大致维持不变。
1978年，联赛又被重命名为“石勒苏益格-荷尔斯泰因协会联赛（Verbandsliga Schleswig-Holstein）”，并一直使用至2008年。在更名后的第十个赛季，该联赛才再有球队成功升级，而石勒苏益格-荷尔斯泰因冠军在此前长达九个赛季的附加赛之旅均告失败。位居协会联赛下方、设有两个赛区的联赛自此也被更名为州级联赛。

### 1994－2008年
1994年，北部地区联赛作为德国联赛系统的第三级被重新引入。而北部高级联赛则被分拆为平行运作的两个赛区——下萨克森/不来梅区和汉堡/石勒苏益格-荷尔斯泰因区。对于石勒苏益格-荷尔斯泰因协会联赛而言，这意味着需要进一步降至第五级。然而，这也使得联赛冠军在历史上首次得以直接升入更高级联赛，在某些赛季甚至亚军也可直升。在1993-94赛季排名前八的球队均被提升至新的高级联赛。
自1999年起，位居协会联赛之下的联赛将其赛区规模从两个扩大为四个，并更名为行政区高级联赛。在1999-00赛季，德国联赛系统还发生了另一项变化，即地区联赛的数量从4个减半为2个，但这对石勒苏益格-荷尔斯泰因协会联赛本身没有造成影响。
2004年，平行运作的两个高级联赛赛区被恢复为单轨制的北部高级联赛。
石勒苏益格-荷尔斯泰因协会联赛在接下来的三个赛季首次扩军至18支球队。在2007-08赛季，这一数字上升至19支。2006-07赛季的冠军克罗普没有申请高级联赛的参赛牌照故未能升级。排名第五的基利亚基尔则申请了牌照但遭到拒绝。

### 2008年至今
2008年，通过设立全新的德国足球丙级联赛，北部高级联赛被再度撤销。德国北部的四个联邦州成为唯一没有高级联赛的地区，但以五个新设或既有的协会联赛位居北部地区联赛之下，与东北高级联赛相平行。在200-07赛季结束后，北部五个协会联赛的冠军与北部高级联赛的第六名通过附加赛来争夺最后一个进入地区联赛的名额。而此后的赛季中，石勒苏益格-荷尔斯泰因冠军仅可与不来梅和汉堡的冠军参加升级附加赛。这3支球队将竞争夺个升入地区联赛的名额。
石勒苏益格-荷尔斯泰因协会联赛维持了其第五级联赛的地位，这实际上意味着它此时已与德国其它高级联赛处于同一水平。因此，联赛摒弃了协会联赛的称谓，自此简化为“石勒苏益格-荷尔斯泰因联赛（Schleswig-Holstein-Liga）”。其下级联赛则在随后采纳了协会联赛的名称。自2017-18赛季起，联赛将正式使用“石勒苏益格-荷尔斯泰因高级联赛（Oberliga Schleswig-Holstein）”。

## 联赛时间轴
| 年份      | 级别 | 升级至                      |
| --------- | ---- | --------------------------- |
| 1947-1963 | II   | 北部高级联赛                |
| 1963-1974 | III  | 北部地区联赛                |
| 1974-1994 | IV   | 北部高级联赛                |
| 1994-2004 | V    | 北部高级联赛：汉堡/石荷赛区 |
| 2004-2008 | V    | 北部高级联赛                |
| 2008-     | V    | 北部地区联赛                |

## 历年冠军
| 赛季    | 球队               |
| ------- | ------------------ |
| 1947-48 | 伊策霍埃           |
| 1948-49 | 伊策霍埃           |
| 1949-50 | 伊策霍埃           |
| 1950-51 | 吕贝克             |
| 1951-52 | 吕贝克             |
| 1952-53 | 新明斯特           |
| 1953-54 | 伊策霍埃           |
| 1954-55 | 吕贝克             |
| 1955-56 | 海德               |
| 1956-57 | 吕贝克             |
| 1957-58 | 海德               |
| 1958-59 | 海德               |
| 1959-60 | 海德               |
| 1960-61 | 荷尔斯泰因基尔二队 |
| 1961-62 | 海德               |
| 1962-63 | 海德               |
| 1963-64 | 奥尔德斯洛         |
| 1964-65 | 伊策霍埃           |
| 1965-66 | 新明斯特           |
| 1966-67 | 吕贝克凤凰         |
| 1967-68 | 腓特烈奥特         |
| 1968-69 | 基尔               |
| 1969-70 | 弗里德里希奥特     |

| 赛季    | 球队             |
| ------- | ---------------- |
| 1970-71 | 伦茨堡           |
| 1971-72 | 伦茨堡           |
| 1972-73 | 弗伦斯堡08       |
| 1973-74 | 弗伦斯堡08       |
| 1974-75 | 吕贝克           |
| 1975-76 | 新明斯特         |
| 1976-77 | 吕贝克           |
| 1977-78 | 吕贝克凤凰       |
| 1978-79 | 斯特兰德08       |
| 1979-80 | 新明斯特         |
| 1980-81 | 奥伊廷08         |
| 1981-82 | 蓝白腓特烈施塔特 |
| 1982-83 | 海德             |
| 1983-84 | 斯特兰德08       |
| 1984-85 | 伊策霍埃         |
| 1985-86 | 伊策霍埃         |
| 1986-87 | 吕贝克           |
| 1987-88 | 霍伊斯多夫       |
| 1988-89 | 吕贝克           |
| 1989-90 | 吕贝克           |
| 1990-91 | 基尔             |
| 1991-92 | 吕贝克           |
| 1992-93 | 吕贝克           |

| 赛季    | 球队               |
| ------- | ------------------ |
| 1993-94 | 荷尔斯泰因基尔二队 |
| 1994-95 | 北哈里斯莱         |
| 1995-96 | 弗伦斯堡           |
| 1996-97 | 阿尔滕霍尔茨       |
| 1997-98 | 费尔德             |
| 1998-99 | 艾希霍尔茨         |
| 1999-00 | 新明斯特           |
| 2000-01 | 胡苏姆             |
| 2001-02 | 荷尔斯泰因基尔二队 |
| 2002-03 | 艾德比德尔斯多夫   |
| 2003-04 | 吕贝克二队         |
| 2004-05 | 伊策霍埃           |
| 2005-06 | 亨施泰特-雷恩      |
| 2006-07 | 克罗普             |
| 2007-08 | 荷尔斯泰因基尔二队 |
| 2008-09 | 荷尔斯泰因基尔二队 |
| 2009–10 | 荷尔斯泰因基尔二队 |
| 2010-11 | 新明斯特           |
| 2011-12 | 新明斯特           |
| 2012-13 | 艾切德             |
| 2013-14 | 吕贝克             |
| 2014-15 | 希尔克塞           |
| 2015-16 | 艾切德             |

- 粗体表示球队获得升级。
- 在1957年，亚军吕贝克凤凰也获升级。
- 在1959年，亚军吕贝克获顶替升级。
- 在1962年，亚军吕贝克获顶替升级。
- 在1963年，亚军弗里德里希奥特获顶替升级。
- 在1968年和1970年，亚军海德获顶替升级。
- 在1990年，亚军奥伊廷08获顶替升级。
- 在1994年，排名最前的10支球队均获升级。
- 在1995年，亚军新明斯特也获升级。
- 在1998年，亚军吕贝克凤凰也获升级。
- 在1999年，亚军莱格尔多夫（德语：TSV Lägerdorf）也获升级。
- 在2001年，亚军弗伦斯堡08及季军基利亚基尔也获升级。
- 在2002年，亚军弗伦斯堡也获升级。
- 在2003年，亚军克罗普也获升级。
- 在2005年，亚军克罗普获顶替升级。
- 在2012年，亚军魏谢弗伦斯堡（德语：ETSV Weiche Flensburg）获顶替升级。